# Dunkel
Dunkel ( německy: dunkl) je styl tmavých německých ležáků. Slovo v německém jazyce znamená „tmavý” a piva mají obvykle od jantarové, tmavě červenohnědé až po černou barvu a vyznačují se sladovou chutí. Často s tóny karamelové, ořechové nebo kávové chuti. Hořkost chmele je střední s jemným chmelovým aromatem.

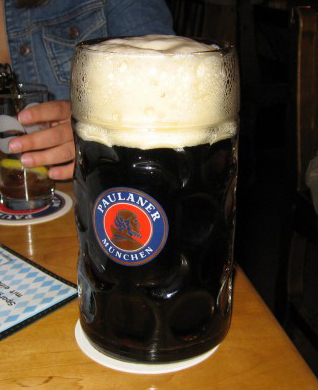
Paulaner Dunkel

## Barva piva
Tmavá barva piva závisí méně na obsahu sladu a původní mladině než na použitém sladu. V průběhu výrobního procesu během sladování záleží na délce a teplotě pražení, tím slad získává různou barevnou konzistenci. Dunkel Weizen je další termín používaný k označení tmavých pšeničných piv.

## Druhy piva
Tento typ tmavého piva je zejména v Bavorsku vyráběn jako spodně kvašené s hustotou mezi 11 % a 13 % a obsahem alkoholu 4,5 až 6 %. Bavorský Dunkel se vaří podle mnichovského pivovarského stylu. Dunkel je rozšířen i v části spolkových zemí Franky, zejména v regionu Franského Švýcarska, kde byl původně nejrozšířenějším druhem piva. Francké verze jsou oproti mnichovským sušší a výstřednější chuti.

## Některé značky piva
- Aktienbrauerei Kaufbeuren Dunkel
- Augustiner Dunkel
- Ayinger Altbairisch Dunkel
- Erdinger Dunkel
- Höfbräu München Dunkel
- Löwenbrau Dunkel
- Paulaner Original Müncher Dunkel
- Warsteiner Premium Dunkel